# Olympische Sommerspiele 2020/Radsport – Straßenrennen (Frauen)
Das Straßenrennen der Frauen bei den Olympischen Spielen 2020 in Tokio fand am 25. Juli 2021 statt.

## Das Rennen
Bei erneut hohen Temperaturen und hoher Luftfeuchtigkeit gingen 67 Fahrerinnen aus 40 Ländern an den Start, von denen nur 48 das Ziel erreichen sollten. Schon kurz nach dem Start löste sich eine Gruppe bestehend aus der Österreicherin Anna Kiesenhofer, der Polin Anna Plichta, der Israelin Omer Shapira, der Südafrikanerin Carla Oberholzer und der Namibianerin Vera Looser aus dem Peloton. Das Feld ließ die Ausreißerinnen gewähren und zeigte lange keine Reaktion. Sonstige Einzelattacken – auch von den favorisierten Niederländerinnen – blieben aus. Zwischenzeitlich hatten die fünf Ausreißerinnen über elf Minuten Vorsprung, der sich erst rund 75 Kilometer vor dem Ziel wieder zu verringern begann. Oberholzer und Looser fielen zurück und wurden im weiteren Verlauf vom Feld eingeholt. Etwa 55 Kilometer vor dem Ziel attackierte die Niederländerin Annemiek van Vleuten und machte sich auf die Verfolgung; wurde aber einige Zeit später wieder vom Feld gestellt. 41,2 Kilometer vor dem Ziel ließ Kiesenhofer ihre verbliebenen Begleiterinnen Plichta und Shapira am Kagosaka-Pass stehen und setzte sich alleine ab. Zu diesem Zeitpunkt hatte sie noch über 7 Minuten Vorsprung vor dem Hauptfeld. In der Folge fuhr das Peloton zwar merklich schneller, konnte aber den Rückstand auf die führende Fahrerin bis zur Einfahrt auf den Fuji Speedway nicht egalisieren. Lediglich die zwischenzeitlich noch ausgerissene Französin Juliette Labous und die beiden zurückgefallenen Plichta und Shapira wurden kurz vor- bzw. nach Einfahrt in den Ring vom Hauptfeld eingeholt. Der Vorsprung Kiesenhofers betrug nun immer noch etwas über 3 Minuten. Auf der Schlussrunde des Fuji Speedways war es nach einigen Attacken wieder Annemiek van Vleuten, die sich vor das Hauptfeld setzte. Aus der verbliebenen Gruppe der Verfolgerinnen setzte sich die Italienerin Elisa Longo Borghini ab. Kiesenhofer behielt zuletzt einen Vorsprung von etwa 1:30 Minuten und gewann das erste Gold für Österreich in diesem Wettbewerb. Van Vleuten errang Silber, Borghini Bronze. Lisa Brennauer erreichte im Sprint der Verfolger den insgesamt 6. Platz.
Nach dem Rennen gab es Vermutungen, dass das niederländische Team aufgrund von Kommunikationsproblemen nicht darüber informiert gewesen sei, dass Kiesenhofer allein vorne fuhr. So glaubte van Vleuten beim Erreichen des Ziels zunächst, sie habe das Rennen gewonnen. Tatsächlich ist bei den Olympischen Spielen – anders als bei anderen Profiveranstaltungen – kein Funk zugelassen, sodass die sportlichen Leiter ihre Fahrerinnen nicht informieren konnten. Van Vleuten hat dazu klar gestellt, dass sie wusste, dass eine Fahrerin aus der Spitzengruppe alleine vorne lag. Der Irrtum war, dass sie glaubte, diese Fahrerin wäre Anna Plichta, und als sie knapp vor dem Ziel Plichta überholen konnte, schloss sie, dass sie um Gold sprinten würde.

## Streckenverlauf
Das Rennen wurde vom Musashinonomori Park in Chōfu gestartet. Die Athletinnen mussten 137 Kilometer bis zum Ziel im Fuji Speedway zurücklegen und dabei insgesamt 2692 Höhenmeter absolvieren. Das Rennen verlief durch die überwiegend flachen Außenbezirke von Tokio. Nach 80 Kilometern folgte in Kanagawa ein Anstieg auf der Dōshi-Straße (道志みち Dōshi-michi; Teil der Nationalstraße 413) mit einer Gesamthöhe von 1000 Metern. Durch mehrere kleine Dörfer und dichten Wald führte der Kurs weiter zum Yamanaka-See in Yamanashi. Nach Überquerung des Kagosaka-Passes (籠坂峠 Kagosaka-tōge; Nationalstraße 138) auf der Grenze zu Shizuoka folgte eine 15 Kilometer lange Abfahrt. Danach führte der Streckenverlauf zum Fuji-Speedway-Abschnitt, wo sie eineinhalb Runden zu durchfahren hatten, 17 Kilometer vor dem Ziel musste nochmals eine Runde bis zum Fuji International Speedway absolviert werden.

## Titelträgerinnen
| Olympiasiegerin | Anna van der Breggen | Rio de Janeiro 2016 |
| Weltmeisterin   | Anna van der Breggen | Imola 2020          |

## Ergebnis
25. Juli 2021, Start: 13:00 Uhr (6:00 Uhr MESZ)
| Rang                 | Athletin                  | Nation              | Zeit        |
| -------------------- | ------------------------- | ------------------- | ----------- |
| 1                    | Anna Kiesenhofer          | Österreich          | 3:52:45 h   |
| 2                    | Annemiek van Vleuten      | Niederlande         | + 1:15 min  |
| 3                    | Elisa Longo Borghini      | Italien             | + 1:29 min  |
| 4                    | Lotte Kopecky             | Belgien             | + 1:39 min  |
| 5                    | Marianne Vos              | Niederlande         | + 1:46 min  |
| 6                    | Lisa Brennauer            | Deutschland         | + 1:46 min  |
| 7                    | Coryn Rivera              | Vereinigte Staaten  | + 1:46 min  |
| 8                    | Marta Cavalli             | Italien             | + 1:46 min  |
| 9                    | Olga Zabelinskaya         | Usbekistan          | + 1:46 min  |
| 10                   | Cecilie Uttrup Ludwig     | Dänemark            | + 1:46 min  |
| 11                   | Elizabeth Deignan         | Großbritannien      | + 1:46 min  |
| 12                   | Margarita Victoria García | Spanien             | + 1:46 min  |
| 13                   | Ashleigh Moolman-Pasio    | Südafrika           | + 1:46 min  |
| 14                   | Katarzyna Niewiadoma      | Polen               | + 1:46 min  |
| 15                   | Anna van der Breggen      | Niederlande         | + 1:46 min  |
| 16                   | Karol-Ann Canuel          | Kanada              | + 2:20 min  |
| 17                   | Alena Amjaljussik         | Belarus             | + 2:20 min  |
| 18                   | Marta Lach                | Polen               | + 2:28 min  |
| 19                   | Eugenia Bujak             | Slowenien           | + 2:28 min  |
| 20                   | Christine Majerus         | Luxemburg           | + 2:28 min  |
| 21                   | Eri Yonamine              | Japan               | + 2:28 min  |
| 22                   | Paula Patiño              | Kolumbien           | + 2:30 min  |
| 23                   | Liane Lippert             | Deutschland         | + 2:32 min  |
| 24                   | Omer Shapira              | Israel              | + 2:38 min  |
| 25                   | Demi Vollering            | Niederlande         | + 2:56 min  |
| 26                   | Tiffany Cromwell          | Australien          | + 2:56 min  |
| 27                   | Anna Plichta              | Polen               | + 3:13 min  |
| 28                   | Ane Santesteban           | Spanien             | + 3:19 min  |
| 29                   | Leah Thomas               | Vereinigte Staaten  | + 3:22 min  |
| 30                   | Juliette Labous           | Frankreich          | + 3:22 min  |
| 31                   | Chloé Dygert              | Vereinigte Staaten  | + 6:06 min  |
| 32                   | Alison Jackson            | Kanada              | + 7:02 min  |
| 33                   | Tereza Neumanová          | Tschechien          | + 7:02 min  |
| 34                   | Arlenis Sierra            | Kuba                | + 7:02 min  |
| 35                   | Rasa Leleivytė            | Litauen             | + 7:02 min  |
| 36                   | Leah Kirchmann            | Kanada              | + 7:02 min  |
| 37                   | Katrine Aalerud           | Norwegen            | + 7:07 min  |
| 38                   | Na Ah-reum                | Südkorea            | + 8:23 min  |
| 39                   | Tamara Dronowa            | ROC                 | + 8:23 min  |
| 40                   | Sarah Gigante             | Australien          | + 8:23 min  |
| 41                   | Hannah Ludwig             | Deutschland         | + 8:23 min  |
| 42                   | Julie Van de Velde        | Belgien             | + 8:23 min  |
| 43                   | Hiromi Kaneko             | Japan               | + 8:23 min  |
| 44                   | Marta Bastianelli         | Italien             | + 9:31 min  |
| 45                   | Ruth Winder               | Vereinigte Staaten  | + 9:31 min  |
| 46                   | Marlen Reusser            | Schweiz             | + 9:31 min  |
| 47                   | Grace Brown               | Australien          | + 9:31 min  |
| 48                   | Soraya Paladin            | Italien             | + 15:55 min |
| Nicht in der Wertung |                           |                     |             |
| –                    | Emma Norsgaard Jørgensen  | Dänemark            | DNF         |
| –                    | Valerie Demey             | Belgien             | DNF         |
| –                    | Stine Borgli              | Norwegen            | DNF         |
| –                    | Teniel Campbell           | Trinidad und Tobago | DNF         |
| –                    | Antri Christoforou        | Zypern              | DNF         |
| –                    | Sun Jiajun                | China               | DNF         |
| –                    | Agua Marina Espínola      | Paraguay            | DNF         |
| –                    | Amanda Spratt             | Australien          | DNF         |
| –                    | Trixi Worrack             | Deutschland         | DNF         |
| –                    | Anna Shackley             | Großbritannien      | DNF         |
| –                    | Carla Oberholzer          | Südafrika           | DNF         |
| –                    | Walerija Kononenko        | Ukraine             | DNF         |
| –                    | Jutatip Maneephan         | Thailand            | DNF         |
| –                    | Vera Looser               | Namibia             | DNF         |
| –                    | Lizbeth Salazar           | Mexiko              | DNF         |
| –                    | Selam Amha                | Äthiopien           | DNF         |
| –                    | Mosana Debesay            | Eritrea             | DNF         |
| –                    | María Jose Vargas         | Costa Rica          | DNF         |
| –                    | Catalina Soto             | Chile               | DNF         |